# Bhédábhéda
Bhédábhéda (sanskrt: भेदाभेद bhēdābhēda) je filozofický koncept, který se objevuje v různých védántských školách. Učení bhédábhéda uvádí, že individuální jednotka (džíva) se liší a zároveň neliší od nejvyšší reality známé jako Brahman.

## Etymologie
Bhédábhéda je spojení dvou sanskrtských slov. Bhéda znamená oddělenost nebo rozdíl; abhéda je ne-rozdíl.

## Filozofie, historie
Základem této filozofie je, že odlišnosti a spojitosti jsou jedním a totéž. Jedno bez druhého není. Zatímco monistické filozofie poukazují na to, že konečná realita je jedno a veškeré rozdíly, které vnímáme jsou iluzí, dualistické školy zaujaly postoj, že rozdíly jsou pevné; bhédábhéda se snaží oba pohledy spojit na základě tvrzení, že dualita i nedualita nejsou v žádném vzájemném konfliktu. Toto pojetí v Indii proslavil filozof Bháskara (8. - 9. století), později byl zpopularizován významným filozofem Nimbárkou (datování Nimbárky je sporné. Někde se uvádí 7. století, často však století 13.). Nimbárka toto učení také nazýval dvaitadvaita (dualita v nedualitě). Koncept učení bhédábhéda najdeme však v celé řadě škol. Největší hinduistická tradice Šrí Samparadája (Rámanudža) je do značné míry založena na tomto konceptu, jemuž říká višištadvaita (nedualita s rozdíly). Koncept bhédábhéda aplikovala ve svém učení bengálská tradice založena Čaitanjou Maháprabhuem a nazývala jej ačintjabhédábhédatattva.
Jsou známé tři základní školy bhédábhédy:
1) Aupádhika Bhédábheda (Bháskara) – Podmíněná odlišnost a totožnost. Individuální bytosti jsou reálně oddělené od Brahmanu. Po dosažení osvobození však dochází ke splynutí s Brahmanem. Ač je zde viditelná podobnost k advaitě, rozdíl je v tom, že Bháskara považoval oddělenost nejen za reálnou, ale také jednotu posilující.
2) Svábhávika Bhédábhéda (Nimbárka) -  Přirozená odlišnost a totožnost. Nimbárka považoval odlišnost za věčnou vlastnost duše. Nikdy tudíž nedochází k absolutnímu splynutí. Oddělená jednotka je atributem Brahmanu, který je v konečném důsledku osobním Bohem.
3) Ačintja Bhédábhéda (Čaitanja) – Nepochopitelná odlišnost a totožnost. Duchovním otcem této tradice se považuje bengálský světec Čaitanja, ten však nepsal žádné knihy. Filozoficky zkompilovali toto učení až jeho žáci, předně Džíva Gosvámí a Rúpa Gosvámí. Džíva popisoval, že vztah duše a Boha nelze přirovnat k ničemu v hmotném světě, proto svoji doktrínu nazývali ačintja (myslí neuchopitelný).